# 玉龙蕨
玉龙蕨（学名：Sorolepidium glaciale）为鳞毛蕨科玉龙蕨属下的一个种。

## 扩展阅读
- 維基物種上的相關：玉龙蕨